# 山口保治
山口 保治（やまぐち やすはる、1901年10月20日 - 1968年7月24日）は、愛知県豊川市出身の作曲家。

## 略歴
愛知県立第四中学校（現愛知県立時習館高等学校）卒業、1923年東京音楽学校甲種師範科（現東京藝術大学）入学。福井高等師範学校教員などを経て、1941年「さよなら三丁目」で童謡として初めての文部大臣賞を受賞した。1944年（昭和19年）豊川市国府町に疎開し、国府高等女学校（現愛知県立国府高等学校）教員。1961年「かかしのねがいごと」で日本レコード大賞童謡賞を受賞する。

## 主な作品
- ふたあつ（作詞 まど・みちお 1936年）
- かわいい魚屋さん（作詞 加藤省吾 1937年）
- ナイショ話（作詞 結城よしを 1939年）
- さよなら三丁目（1941年）
- 豊川市立西部中学校校歌（1950年）
- かかしのねがいごと（作詞 高田三九三 1961年）第3回日本レコード大賞童謡賞（楠トシエ）
- 越谷市立大沢小学校校歌（1966年）
- ロバのパン屋さん （作詞 明石喜好）
- 祝いましょう （作詞 結城よしを）
- お家の人たち （作詞 結城よしを）
- お時間 （作詞 結城よしを）
- お洗濯の歌 （作詞 結城よしを）
- おとなりどうし （作詞 結城よしを）
- オモチャノオウチ （作詞 結城よしを）
- お夢で見た町 （作詞 結城よしを）
- 昭和の桃太郎 （作詞 結城よしを）
- 峠の仔馬 （作詞 結城よしを）
- 仲よしチョキン箱 （作詞 結城よしを）
- ねんねんねむの木 （作詞 結城よしを）
- 花まつり （作詞 結城よしを）
- みんなよい子で （作詞 結城よしを）
- 横丁の四ッ角 （作詞 結城よしを）
- インドの踊り （作詞 加藤省吾）
- 越後獅子 （作詞 加藤省吾）
- 絵日傘、花傘 （作詞 加藤省吾）
- がちょうのおばさん （作詞 加藤省吾）
- たんぽぽのパラシュート （作詞 加藤省吾）
- ほたる草 （作詞 加藤省吾）
- 娘道成寺 （作詞 加藤省吾）
- 赤い靴のマズルカ （作詞 夢虹二）
- かにのおやこ （作詞 夢虹二）
- 春の花馬車 （作詞 夢虹二）
- パトカーのうた （作詞 夢虹二）
- ヘリコプター （作詞 夢虹二）
- ポチくんとみけちゃん （作詞 夢虹二）
- あひるの行列 （作詞 島田芳文）
- お留守番 （作詞 島田芳文）
- 笹舟 （作詞 島田芳文）
- どんぐり山 （作詞 島田芳文）
- 群ら雀 （作詞 島田芳文）
- あかちゃんのはーは （作詞 都築益世）
- 入道雲 （作詞 都築益世）
- 母さん里 （作詞 後藤栖根）
- 白き花 （作詞 後藤栖根）
- さよなら三丁目 （作詞 斎藤信夫）
- にこにこえくぼ （作詞 斎藤信夫）
- あいうえお （作詞 玉木登美夫）
- あしのゆび （作詞 荘司武）
- いちごのいいこ （作詞 山崎喜八郎）
- お月さん （作詞 水谷まさる）
- お月見おどり （作詞 賀来琢磨）
- お坊さま （作詞 北原白秋）
- おやすみの歌 （作詞 清水かつら）
- お山の楽隊 （作詞 丘十四夫）
- 楽しい七・五・三 （作詞 市原三郎）
- 良寛さん （作詞 市原三郎）
- 早起き和尚さん （作詞 明石喜好）
- さくらんぼれっしゃ （作詞 結城ふじを）
- 猿 （作詞 薄田泣菫）
- つみ木の汽車ぽっぽ （作詞 成瀬左千夫）
- ねんねをすれば （作詞 山上武夫）
- 花笠音頭 （作詞 松平芳樹）
- 春 （作詞 出水慶一）
- 牧場の娘 （作詞 西條八十）
- もぐらのおじさん （作詞 武鹿悦子）
- やぎさんのさんぽ （作詞 大日方千秋）
- 雪の子 （作詞 加藤まさを）

## その他
- 猫踏んじゃったは、ヨーロッパに伝わっていた2小節だけのピアノ練習曲をもとに、山口が2小節以降の曲を付けたという説がある[要出典]。